# Рашкован Владислав Леонідович
Рашкован Владислав Леонідович (23 травня 1978, Одеса) — український фінансист, заступник виконавчого директора від України у Міжнародному валютному фонді з 2017 року. З листопада 2014 року по 1 серпня 2016 року виконував обов'язки заступника Голови Національного банку України, який відповідав за реформування і трансформацію банку.

## Біографія

### Освіта
- У 2000 році закінчив Одеський державний економічний університет.[2]

### Трудова діяльність
- З 2006 по 2010 року працював на різних посадах в UniCredit Bank.
- З 2010 по 8 квітня 2014 року — фінансовий директор, член правління UniCredit Bank.
- З 8 квітня по 25 листопада 2014 року — директор департаменту стратегії і реформування банківської системи Національного банку України, член правління НБУ.
- З 25 листопада 2014 по 1 серпня 2016 року — в. о. заступника Голови Національного банку України, член Правління Національного банку України.
- З 27 лютого 2017 року — заступник виконавчого директора від України у Міжнародному валютному фонді.[3]

## Родина
- Дочка Софія проживає і навчається у США[4].